# Dammelsberg und Köhlersgrund
Dammelsberg und Köhlersgrund este o arie protejată (arie specială de conservare — SAC, sit de importanță comunitară — SCI) din Germania întinsă pe o suprafață de 21,8 ha, integral pe uscat.

## Localizare
Centrul sitului Dammelsberg und Köhlersgrund este situat la coordonatele 50°48′38″N 8°45′01″E / 50.8106°N 8.7503°E.

## Înființare
Situl Dammelsberg und Köhlersgrund a fost declarat sit de importanță comunitară în noiembrie 2004 pentru a proteja 3 specii de animale. Situl a fost protejat și ca arie specială de conservare în martie 2008.

## Biodiversitate
Situată în ecoregiunea continentală, aria protejată nu include niciun habitat protejat.
La baza desemnării sitului se află mai multe specii protejate:
- mamifere (2): liliac cu urechi mari (Myotis bechsteinii), liliac comun (Myotis myotis)
- nevertebrate (1): rădașcă (Lucanus cervus)

Pe lângă speciile protejate, pe teritoriul sitului au mai fost identificate 7 specii de mamifere.